# Fågelsjö, Ljusdals kommun

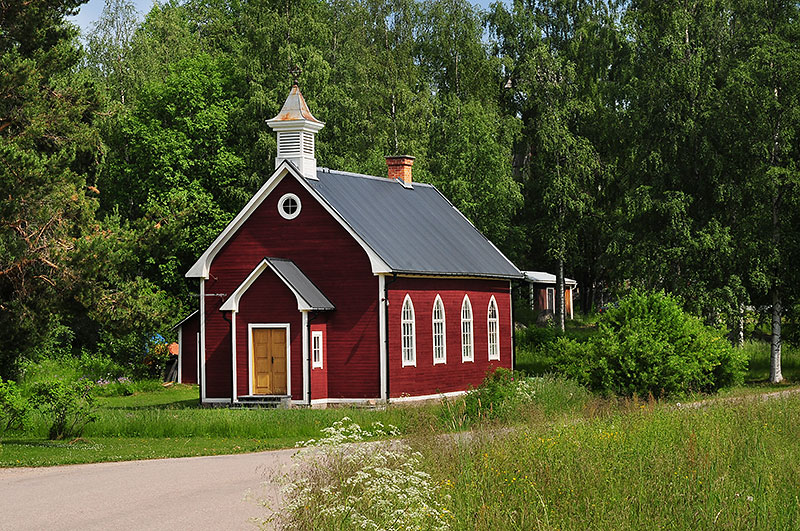
Det före detta missionshuset i Fågelsjö.

Fågelsjö är en by i Orsa finnmark i norra Dalarna. Byn är belägen i den del av Los socken som tidigare utgjorde Hamra församling. Området tillhör idag Ljusdals kommun i Gävleborgs län. 
Byn grundades av ättlingar till tidigare invandrande finnar som kom från Orsa och Mora finnmark till Fågelsjö under senare hälften av 1600-talet. Det var förmodligen Sigfrid Markusson Tossavainen som flyttade till Fågelsjö från Tandsjö omkring 1670. Hans far och farfar kom omkring 1608 från byn Lievestuori i Savolax och fick 1620 fribrevet från Gustav II Adolf att han fick slå sig ner där det fanns plats. Fågelsjö utgör typisk avfolkningsbygd. Under tidigt 1900-tal var byn livaktig och innehöll sågverk, möbelfabrik, skola, affär och postkontor. Järnvägens tillkomst stärkte byn i slutet av 1920-talet.  Idag har byn drygt tjugo invånare. 
Fågelsjö ligger vid europaväg 45, och Inlandsbanans tåg stannar vid Fågelsjö station två kilometer från byn. Många turister besöker Fågelsjö för att se Fågelsjö gammelgård, byggd i början av 1800-talet, med sin mycket unika samling av välbevarade inventarier ända från 1700-talet. Gammelgården står fortfarande orörd, sedan den ersatts år 1910 av en då ny och modern byggnad (Amerikahuset). Vid flytten blev gårdens samtliga inventarier kvarlämnade, skor, kläder, husgeråd, verktyg, sängkläder, möbler, prydnadssaker och mycket mer. 
Byn har ett litet kapell som det tog byborna sju år att bygga, arbetet pågick under åren 1862–1869. Kyrkogården började dock användas 30 år tidigare, redan 1832. Kapellets klockstapel kom till först 84 år efter att kapellet var klart och finansierades då av kyrkans syförening. Invigningen skedde oktober 1953.